# بطولة قطر المفتوحة لتنس الطاولة 2018
بطولة قطر المفتوحة لتنس الطاولة 2018 هي البطولة الثانية في جولة الاتحاد الدولي لتنس الطاولة العالمية لعام 2018. إنها الأولى من بين ستة أحداث بلاتينية من الدرجة الأولى في الجولة التي عقدت في الفترة من 8 إلى 11 مارس في الدوحة، قطر.

## فردي الرجال

### المشاركون
1. فان تشيندونغ
2. تيمو بول
3. لين جاويوان
4. شو شين
5. كوكي نيوا (الدور الأول)
6. وونغ تشون تينغ
7. سيمون جاوزي (الدور الأول)
8. توموكازو هاريموتو
9. ماركوس فريتاس (الدور الأول)
10. تشوانغ تشيه يوان (الدور الأول)
11. جون ميزوتاني
12. لي سانغ سو
13. هوغو كالديرانو
14. عمر عصار (الدور الأول)
15. يويا أوشيما (الدور الأول)
16. لي بينغ (الدور الأول)

## فردي السيدات

### المشاركات
1. تشن منغ
2. تشو يولينغ (الدور الأول)
3. فنغ تيانوي
4. كاسومي ايشيكاوا
5. وانغ مانيو
6. ميما إيتو (الدور الأول)
7. مياو هيرانو
8. تشنغ آي تشينغ
9. دو هوي كيم (الدور الأول)
10. تشن سزو يو (الدور الأول)
11. تشن شينغ تونغ
12. لي هو تشينغ
13. هينا هاياتا
14. ميو كاتو
15. ساكورا موري (الدور الأول)
16. سيو هيو وون (الدور الأول)

## زوجي الرجال

### المشاركون
1. هو كوان كيت / وونغ تشون تينغ (الدور الأول)
2. فان تشيندونغ / شو شين
3. باتريك فرانزيسكا /  جوناثان غروث (الربع النهائي)
4. توموكازو هاريموتو / ماساتاكا موريزونو (الدور الأول)
5. كريستيان كارلسون / ماتياس كارلسون (الدور الأول)
6. روين فيلوس / ريكاردو فالتر (الربع النهائي)
7. جونغ يونغ سيك / لي سانغ سو
8. محمد عبد الوهاب / عبد الرحمن النجار (الدور الأول)

## زوجي السيدات

### المشاركات
1. هونوكا هاشيموتو / هيتومي ساتو
2. دو هوي كيم / لي هو تشينغ
3. جيون جي هي / يانغ ها يون (الربع النهائي)
4. تشن شينغ تونغ / صن ينغشا
5. مياو هيرانو / ميما إيتو (الربع النهائي)
6. نغ وينغ نام / سو واي يام ميني (الدور الأول)
7. مانيكا باترا / موما داس (الربع النهائي)
8. تشين كي / وانغ مانيو